# Русско-Марийско-Ковалинский сельсовет
Русско-Марийско-Ковалинский сельсовет (тат. Урыс-Чирмеш Кавалы авыл советы) — административно-территориальная единица в Казанской губернии и Татарской АССР.
Административный центр — село Русско-Марийские Ковали.

## История
Образован в 1918 году как Русско-Черемисско-Ковалинский сельсовет в составе Ковалинской волости Казанского уезда той же губернии. С 1920 года в составе той же волости Арского кантона Татарской АССР. После укрупнения волостей в 1924 году в составе Менделинской волости. На первую половину 1920-х гг. в сельсовет состоял из 1 селения; в 1926 году в нем проживало 887 человек (русских 474, татар 5, прочих, в основном марийцев – 408). В 1920-е—1930-е годы являлся марийским национальным сельсоветом.
С 1927 года в составе Казанского района. В 1930-е годы возникла деревня Гремячий Ключ.
После разукрупнения Казанского района в 1938 году оказался в Юдинском районе. На тот момент в сельсовете проживало 825 человек в 196 хозяйствах, из них 167 хозяйство колхозников, 27 — единоличников, 2 — рабочих и служащих.
На 1956 год сельсовет состоял из двух населённых пунктов: Русско-Марийские Ковали и Гремячий Ключ. Все населённые пункты имели смешанное русско-марийское население.
В 1958 году сельсовет в составе Зеленодольского района; в том же году в состав сельсовета перешли н.п. Осоко-Ковали и Берновые Ковали Шигалинского сельсовета Высокогорского района.
В 1959 году упразднён, населённые пункты вошли в состав Бишнинского сельсовета.

## Население
Население сельсовета составляло 852 чел. в 1938 году.

## Колхозы
В 1949 году на территории сельсовета действовали 3 колхоза:
- «Гремячий Ключ» (Гремячий Ключ, 29 хозяйств, 78 работников, 1 полеводческая бригада),
- «Актив» (Русско-Марийские Ковали, 93 хозяйства, 209 работника, 2 полеводческая и 1 овощеводческая бригада),
- «им. Суворова» (Русско-Марийские Ковали, 48 хозяйств, 128 работника, 1 полеводческая и 1 овощеводческая бригада).[10]

К 1956 году они были объединены в колхоз имени Суворова с правлением в селе Русско-Марийские Ковали.